# Чириков, Алексей Ильич
Алексе́й Ильи́ч Чи́риков (13 [24] декабря 1703, село Лужное, Одоевский уезд — 24 мая [4 июня] 1748, Москва) — русский дворянин, мореплаватель, капитан-командор (1747), исследователь северо-западного побережья Северной Америки, северной части Тихого океана и северо-восточного побережья Азии. Помощник Витуса Ионассена Беринга в 1-й и 2-й Камчатских экспедициях (1725—1730 и 1733—1741).

## Биография
Родился 13 декабря 1703 года в селе Лужное (ныне Дубенского района Тульской области). Был русским дворянином, мореплавателем, исследователем.
В 1715 году окончил Московскую навигационную школу. В 1721 году окончил Петербургскую морскую академию, получив чин унтер-лейтенанта и назначение на Балтийский флот Вооружённых сил России.
В 1722 году возвращён в Морскую академию в качестве преподавателя навигации. В 1725 году произведён в лейтенанты и направлен помощником Витуса Ионассена Беринга в Первой Камчатской экспедиции (1725—1730). На пути следования определил 28 астрономических пунктов, что позволило впервые выявить истинную долготную протяжённость Сибири. На боте «Святой Гавриил» совершил плавание от устья реки Камчатки на север для поиска пролива между Азией и Америкой.
В 1733—1741 годах — участник и один из руководителей Второй Камчатской экспедиции на пакетботах «Святой Пётр» и «Святой Павел». В 1740 году экспедиция основала на полуострове Камчатка Петропавловскую гавань, увековечив названия своих кораблей. В плавании 1741 года суда Беринга и Чирикова в тумане потеряли друг друга и далее действовали самостоятельно.
15 июля 1741 года первым из европейцев А. И. Чириков на пакетботе «Святой Павел» достиг северо-западного побережья Америки (это было второе посещение русским судном американского берега после М. С. Гвоздева и И. Фёдорова на боте «Святой Гавриил» 21 августа 1732 г.), а затем прошёл вдоль её берегов на север и на обратном пути открыл ряд островов Алеутской гряды (Умнак, Адах, Агатту, Атту), нанеся их на карту. Экспедиция Беринга-Чирикова 1741 года положила начало практическому освоению Россией северо-западной части Северной Америки.
При этом при невыясненных обстоятельствах и от болезней значительная часть команды погибла. Судьба 15 пропавших членов экспедиции, предпринявших попытку высадиться на берег (т. н. «группа Дементьева»), ещё многие десятилетия волновала соотечественников. Михаил Васильевич Ломоносов писал в 1763 году: «Если бы достать жителя земли, что лежит против Чукотского носу, то бы весьма уповательно было получить известие о тех россиянах, кои на западном Американском берегу Чириковым потеряны».
В октябре 1741 года Чириков возвратился больным туберкулезом, с истощенной и поредевшей командой (51 человек из 75-ти) в Петропавловск.
В 1742 году участвовал в поисках пакетбота «Святой Пётр». В 1746 году участвовал в составлении карты русских открытий в Тихом океане по итогам Камчатских экспедиций.
С 1746 года — директор Морской академии в Санкт-Петербурге. Алексея Чирикова перевели в Москву, где он руководил Московской конторой Адмиралтейств-коллегии, но вскоре скончался от туберкулёза и последствий цинги.
Был женат и имел двоих сыновей и трёх дочерей.

## Публикации
- В государственную Адмиралтейств-коллегию рапорт. // Русские экспедиции по изучению северной части Тихого океана в первой половине XVIII века: Сб. документов. М., 1984. С. 222—231.

## Память
- В Петропавловске-на-Камчатке установлен бюст Алексея Чирикова[4].
- Океанографическое исследовательское судно проекта 850 Тихоокеанского флота в 1963—1994 годах.
- В его честь названо многофункциональное ледокольное судно снабжения добывающих платформ «Алексей Чириков» серии «Витус Беринг»[5], ныне принадлежащий российской судоходной компании ПАО «Совкомфлот».
- Его имя увековечено на мемориальной табличке[6] на Аллее Славы в посёлке Дубна Тульской области.
- В 1988 году был выпущен конверт «К 250-летию Великой Северной экспедиции (1733—1743) А. И. Чириков (1703—1748) Первое плавание к Западному Побережью Северной Америки» с оригинальной маркой.
- В 1991 году была выпущена почтовая марка СССР, посвящённая Чирикову.

- Почтовая марка СССР, 1991 год: 250-летие плавания Беринга и Чирикова к берегам Америки
- Памятная табличка А. И. Чирикова на Аллее Славы в Дубне

### Географические объекты, названные в честь Чирикова
- мыс на острове Кюсю, Япония;
- мыс в Анадырском заливе, Чукотка, Россия;
- мыс в Тауйской губе, Россия[7];
- мыс на острове Атту, Алеутские острова, США;
- подводная гора в Тихом океане;
- остров в Тихом океане перед южным побережьем Аляски.
- с. Чириково, Турковский район, Саратовская область[8]

## Образ в кино
- «Баллада о Беринге и его друзьях» (1970) — роль А. И. Чирикова исполняет Юрий Назаров